# Ah ! Quelle nuit, les amis !
Pour plus de détails, voir Fiche technique et Distribution.
Ah ! Quelle nuit, les amis ! (Che notte, ragazzi!) est une comédie policière hispano-italienne réalisée par Giorgio Capitani et sortie en 1966.

## Synopsis
L'avocat Tony Green doit remettre un chèque de deux millions de dollars à titre de dédommagement à la veuve d'un riche homme d'affaires décédé à la suite d'une explosion dans l'avion peu après le décollage. Tony doit joindre la veuve, qui se trouve actuellement à l'étranger, et profite de l'occasion pour laisser Monica cacher le chèque d'assurance dans son sac. Une fois qu'il a récupéré le chèque, il l'échange par erreur sans s'en rendre compte contre un chèque de vingt dollars et le donne à la veuve. Mais autour de ce chèque se déroule une série de crimes : la veuve, son second mari et l'auteur de l'attentat à l'avion.

## Fiche technique
- Titre français : Ah ! Quelle nuit, les amis ![1]
- Titre original italien : Che notte, ragazzi![2]
- Réalisation : Giorgio Capitani
- Scenario : Paolo Levi, Marcello Fondato, Luisa Montagnana
- Photographie :	Goffredo Pacheco
- Montage : Renato Cinquini (it)
- Musique : Piero Umiliani
- Décors : Roman Calatayud, Flavio Mogherini
- Costumes : Gaia Romanini (it)
- Maquillage : Massimo De Rossi (it), Luciano Vito
- Production : Silvio Clementelli (it)
- Société de production : Clesi Cinematografica, Atlántida Films
- Société de distribution : Medusa (Italie)
- Pays de production :  Italie
- Langue originale : italien
- Format : Couleurs - 2,35:1 - Son mono - 35 mm
- Durée : 98 minutes
- Genre : Comédie policière
- Dates de sortie :
  - Italie : 30 septembre 1966

## Distribution
- Philippe Leroy : Tony Green
- Marisa Mell : Monica
- Alberto Lionello : Capitaine Rodríguez
- Conrado San Martín : Teodoro Humbert
- José Calvo : le chauffeur de taxi / Sebastian De Cuevas
- Franco Fabrizi : Luis De Mendoza
- Nieves Navarro : Consuelo
- Loris Bazzocchi : le majordome
- Gianni Bonagura (en) : le directeur de l'hôtel